# Teorie plánovaného chování
Teorie plánovaného chování (Theory of planned behavior - TPB) je teoretický model, který umožňuje předpovídat, jak se jednotlivci budou chovat.

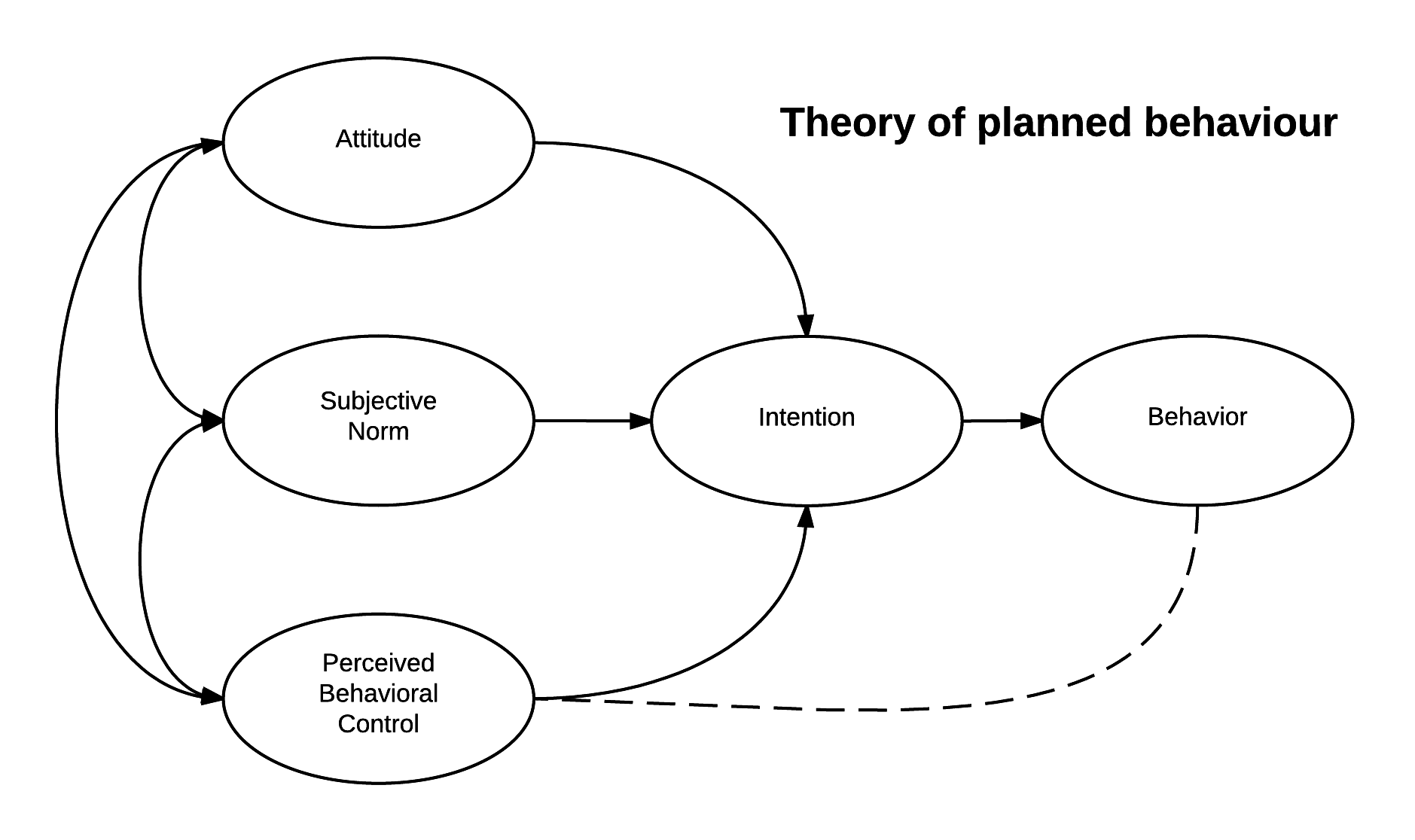
Model teorie plánovaného chování

TPB se zakládá na 5 faktorech: postoj (attitudes), subjektivní norma (subjective norm), vnímaná kontrola (percieved behavioral control), záměr (intention) a skutečné chování (actual behavior). Postoje, subjektivní normy a vnímaná kontrola chování společně ovlivňují záměry a záměry ovlivňují jednání.
Tato teorie je založena na tom, že podstata lidského chování je ve smysluplném jednání, kdy lidé berou v úvahu dostupné informace a zvažují důsledky své činnosti. Říká tedy, že aby si jedinec vytvořil určitý postoj, musí do hry vstoupit nějaké znalosti které mu pomůžou zformovat si důsledky jednání i nečinnosti a přesvědčení o tom, že dané jednání zvládne. Současně jsou pro něj důležité i názory, postoje a jednání osob blízkých.

## Vývoj
Teorie plánovaného chování se v roce 1985 vyvinula z teorie odůvodněného jednání (Theory of reasoned action - TRA). Podle ní lidé mají tendenci chovat se tak, aby získali pozitivní reakce od osob jim blízkých jako jsou přátelé, vrstevníci a rodina. TPB přidáním faktoru vnímané kontroly chování představuje rozšíření modelu i pro typy chování nařízeného nebo vynuceného.
Vnímaná kontrola chování se vyvinula z teorie Self Efficacy, která se zabývá motivací jednotlivce.

## Klíčové komponenty
Chování = pozorovatelná reakce jedince v dané situaci s ohledem na daný cíl
Postoj = názor jedince na chování, jeho posouzení a vnímaní konkrétního chování jako žádoucí nebo nežádoucí
Subjektivní norma = individuální vnímání konkrétního chování, které je ovlivněno úsudkem blízkých osob (např. rodičů, přátel, učitelů)
Vnímaná kontrola = jak snadné/obtížné je cíle dosáhnout
Záměr = úmysl; konkrétní vyjádření toho, co chcete, aby se stalo; čím příznivější je názor jedince (postoj) a ostatních v jeho okolí (subjektivní norma) na dané chování a čím vyšší nad ním má kontrolu (vnímaná kontrola), tím je větší záměr toto chování uskutečnit 

## Aplikace teorie
Studie aplikující teorii plánovaného chování se nejdříve zabývaly především pozitivními aspekty chování zahrnující například hubnutí, návštěvnost bohoslužeb nebo docházku na univerzitní přednášky, později i negativním chováním.
Výsledky studií ukazují, že TPB je model schopný předpovídat budoucí chování, a to jak z pozitivního, tak i negativního aspektu. Tuto predikci je možné uskutečnit na základě měření postojů, subjektivní normy a vnímané kontroly, které společně vyústí v sílu záměru se dané činnosti účastnit nebo neúčastnit.

### Zdraví
TPB se používá ve zdravotních vzdělávacích kampaních. Protidrogové kampaně často poskytují údaje o procentu lidí, kteří se zapojují do rizikového chování, jako je kouření nebo užívání drog, aby změnili jejich subjektivní normu.
Příkladem může být výzkum reakce kuřáků na zprávu, že Light cigarety jsou stejně nebezpečné jako běžné cigarety. Účelem této studie bylo zkoumat reakce kuřáků na vědecky správné informace o rizicích kouření light cigaret. Analýza za použití TPB ukázala, že zpráva vedla ke zvýšení záměru přestat kouřit.
Další studie aplikující TPB zkoumala např. motivaci konzumace alkoholu a celkové množství vypitých alkoholických nápojů u vysokoškolských studentů v den fotbalového zápasu.

### Kontraproduktivníchování
V rámci studie Předvídání nečestného jednání, byl vyšetřen soubor univerzitních studentů a jejich tendence podvádět při testu, krást a lhát za účelem vyhnout se úkolu. Analýza ukázala, že TPB předpovídala záměry s vysokou mírou přesnosti, ale v predikci skutečného chování byla středně úspěšná.

### Environmentální výchova
TPB může být v environmentální výchově aplikována například formou projektu nebo zaměřením na důležitost porozumění a výběru referenčních osob pro danou cílovou skupinu, to může být zajištěno třeba prací s rodiči nebo uplatněním komunitního přístupu. Výuka tak neprobíhá pouze předáváním informací, ale zahrnuje i akční část, aby podporovala získávání akčních kompetencí. Tím dojde k požadované změně chování.

## Aplikace teorie v České republice
Výsledky studie týkající se názorů českých spotřebitelů na organické potraviny a jejich záměr takové zboží kupovat ukázaly na to, že TPB je schopna předvídat míru záměru českých spotřebitelů nakupovat biopotraviny.

## Kritické hodnocení
Silnou stránkou TPB je, že bere v úvahu vliv vrstevníků a rodiny (subjektivní normy), který je významný jak na začátku chování, tak na jeho udržování.
Naopak mezi slabé stránky patří to, že nezohledňuje roli emocí, jako je smutek, frustrace… které mohou hrát důležitou roli při ovlivňování chování.